# Trefusia multipapillatum
Trefusia multipapillatum is een rondwormensoort uit de familie van de Trefusiidae. De wetenschappelijke naam van de soort is voor het eerst geldig gepubliceerd in 1981 door Bouwman.